# Селянкин, Олег Константинович
Олег Константинович Селянкин (23 апреля 1917 — 22 сентября 1995) — советский писатель, писатель-фронтовик, писатель-баталист.

## Биография
Родился в 1917 году в Тюмени (тогда — Тюменского уезда Тобольской губернии). Член КПСС. С 1929 года жил в Прикамье, в городе Чусовом.
В 1937 году, после окончания средней школы, по путёвке ЦК ВЛКСМ поступает в Высшее военно-морское училище им. М. В. Фрунзе, которое оканчивает в 1941 году (класс подводного плавания).
Участник советско-финской и Великой Отечественной войн, командир взвода, командир роты, батальона морской разведки, начальник штаба дивизиона миномётных катеров. Воевал в Подмосковье. Был ранен, после госпиталя назначен командиром разведки морской бригады. Совершил пять прыжков на парашюте при заброске в тыл врага. Выполнял диверсионную работу на Дону, минируя и взрывая мосты, паромы, буксиры, понтонные переправы, выводя из строя коммуникации врага. 3 октября 1942 года в газете «Правда» была опубликован очерк о старшем лейтенанте О. К. Селянкине «Минёры на Дону». 1943 году — начальник штаба дивизиона миномётных катеров. Воевал в составе речной военной флотилии под Сталинградом, на Днепре, в Польше и Германии. В боях был четырежды ранен: дважды тяжело, дважды легко, контужен. После демобилизации в 1946 году в звании капитана-лейтенанта приехал жить в Молотов.
С 1946 года — на хозяйственной, общественной и политической работе. В 1946—1990 годах — преподаватель навигации в Молотовском речном техникуме, заместитель начальника училища по военно-морской подготовке, диспетчер на заводе КПД, диспетчер СМУ, редактор художественной литературы в Пермском книжном издательстве, редактор литературно-драматического вещания на Пермском областном радио, в 1973—1985 годах избирался депутатом Пермского городского Совета, ответственный секретарь Пермского областного отделения Союза писателей СССР, председатель правления Пермского областного отделения Фонда культуры.
Первый рассказ «Из дневника морского пехотинца» был напечатан в альманахе «Прикамье» в 1948 году. За годы писательской деятельности О. К. Селянкин выпустил три десятка книг.
Член Союза писателей СССР (1958), Союза писателей России (с 1991), Заслуженный работник культуры РСФСР. Лауреат областной премии им. А. Гайдара.
Умер в Перми в 1995 году. Похоронен Олег Константинович Селянкин на Северном кладбище Перми.

## Избранная библиография
- Друзья-однополчане: Сборник рассказов. — Молотов: Молотовгиз, 1951. — 132 с.
- Мужество: Рассказы о морских пехотинцах и разведчиках. — М.: Воен.-мор. изд-во, 1952. — 67 с. (Б-ка матроса)
- Есть так держать!: Повесть. — [Ил.: В. М. Лыков]. — М.: Воен. изд-во, 1953. — 144 с.: ил. (Б-чка нахимовца)
- На капитанском мостике: Повесть. — Молотов : Кн. изд-во, 1956. — 251 с.
- Есть так держать!: Повесть: [для сред. возраста]. [Ил.: В. Орлов]. — М.: Детгиз, 1961. — 173 с.: ил.
- Быть половодью!: Роман. — [Ил.: В. Аверкиев]. — Пермь: Кн. изд-во, 1974. — 352 с.: ил.
- Школа победителей: Роман. 3-е изд. — Пермь: Кн. изд-во, 1977. — 639 с.: портр.
- Костры партизанские: Роман. — [Худож. Н. Оборин]. — 2-е изд. — Пермь: Кн. изд-во, 1987. — 587 с.: ил.
- Когда смерть рядом: Повести. — Пермь: Урал-пресс, 1995. — 271 с.: портр. — ISBN 5-86610-059-2

## Память
В в 2002 году в бывшем здании речного училища по ул. Александра Матросова, 13, в котором преподавал Олег Селянкин, в его честь была открыта мемориальная доска. А 18.05.2012 г., в городе детства и юности О. Селянкина — в Чусовом, в этнопарке истории реки Чусовой, в День Балтийского флота был торжественно открыт памятный знак писателю-фронтовику (автор Леонард Постников).